# Leopold Salvator von Österreich-Toskana

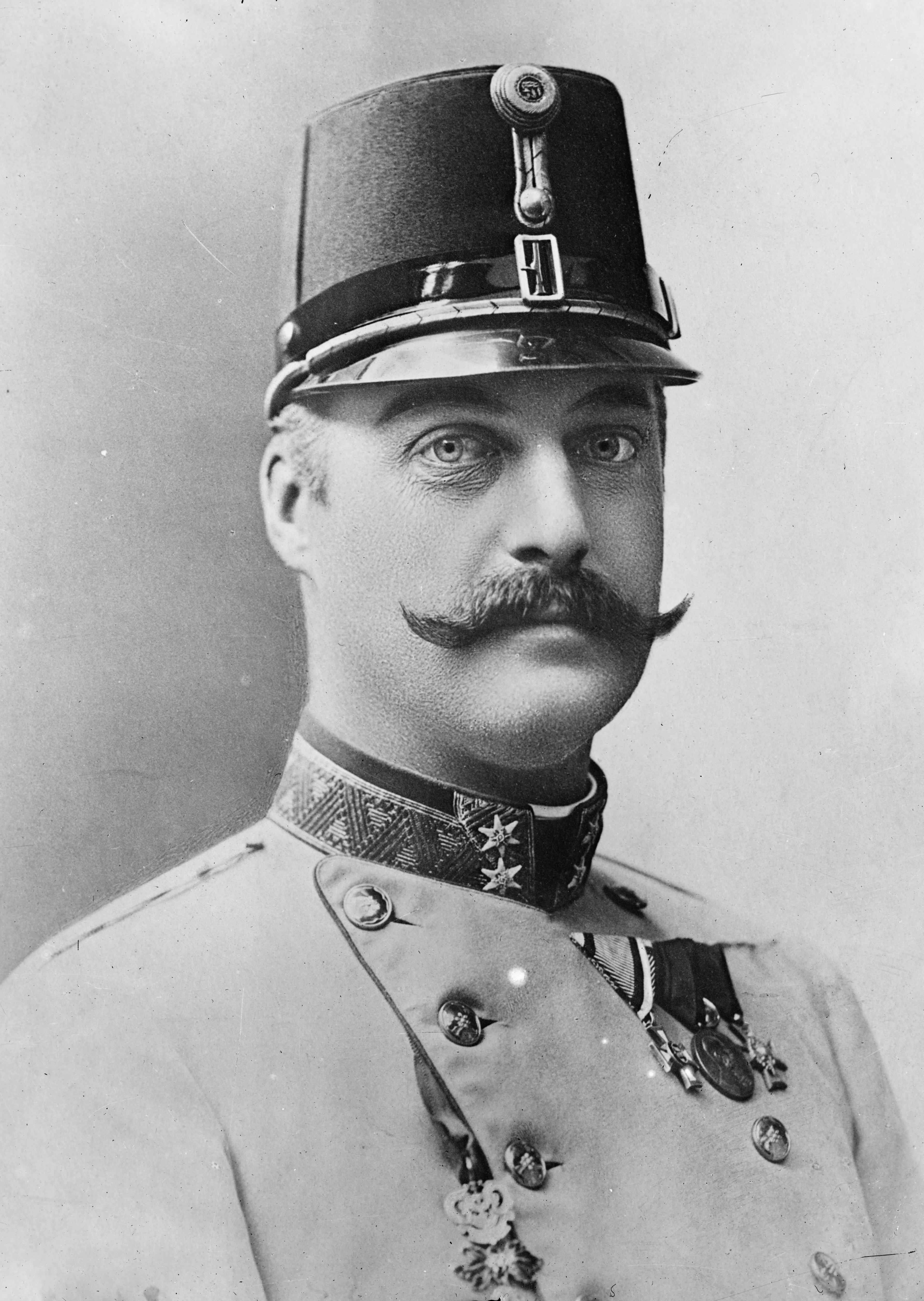
Erzherzog Leopold Salvator von Österreich-Toskana, 1905

Leopold Salvator von Österreich-Toskana (* 15. Oktober 1863 in Alt-Bunzlau, Böhmen; † 4. September 1931 in Wien) aus dem Hause Habsburg-Lothringen (Linie Habsburg-Lothringen-Toskana) war Erzherzog von Österreich, Feldzeugmeister und seit 1916 Generaloberst.

## Leben

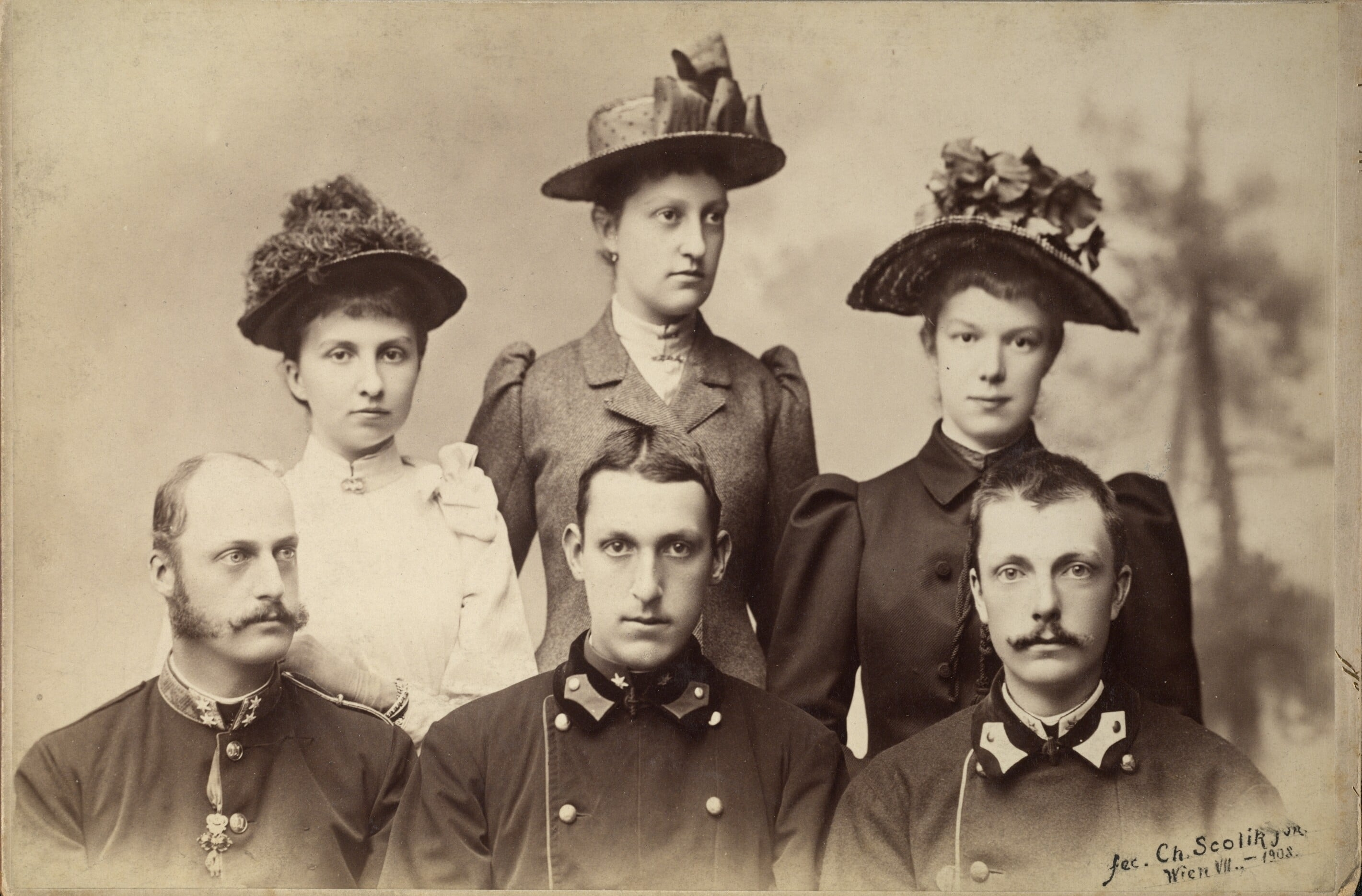
Erzherzog Leopold Salvator mit Schwester, Brüdern, Frau und Schwägerin (1896)

Erzherzog Leopold Salvator, mit vollem Namen Leopold Salvator Maria Joseph Ferdinand Franz von Assisi Karl Anton von Padua Johann Baptist Januarius Aloys Gonzaga Rainer Wenzel Gallus von Österreich-Toskana, wurde als ältester Sohn des Erzherzog Karl Salvator von Österreich-Toskana und Maria Immaculata von Neapel-Sizilien, Prinzessin von Bourbon-Sizilien 1863 geboren. Er war ein Enkel Leopolds II. der Toskana. Er war somit Mitglied des Hauses Habsburg-Lothringen und führte bis 1919 den Titel Erzherzog von Österreich (siehe Adelsaufhebungsgesetz). Als Spross des toskanischen Zweiges des Hauses Habsburg-Lothringen genoss er eine liberale Erziehung.

## Ausbildung und Karriere
Erzherzog Leopold Salvator trat 1878 als Leutnant in das k. k. Infanterie-Regiment Nr. 77 ein und erhielt 1881–83 seine militärische Ausbildung an der Technischen Militärakademie in Wien. Nach verschiedenen Truppenverwendungen absolvierte er 1887–89 die k.u.k. Kriegsschule und kam als Major zum Korpsartillerie-Regiment Nr. 11 nach Lemberg (1891 Oberstleutnant). Im Oktober 1892 zum Obersten befördert, kommandierte er ein Bataillon des Infanterie-Regiments Nr. 24 in Lemberg, seit September 1894 das Korpsartillerie-Regiment Nr. 13 in Agram (Zagreb); im März 1896 wurde er zum Kommandanten der 13. Artilleriebrigade in Agram ernannt (April 1896 Generalmajor).
1898 kehrte Erzherzog Leopold Salvator wieder zur Infanterie zurück: Er kommandierte die 72. Infanteriebrigade, dann – 1899 als Feldmarschallleutnant – die 36. Infanterie-Truppendivision in Zagreb (Agram), 1900 bis 1906 schließlich die 25. Infanterie-Truppendivision in Wien. Am 27. Oktober 1906 wurde er zum Feldzeugmeister, am 20. April 1907 zum General-Artillerie-Inspektor ernannt. Am 20. Mai 1916 wurde er zum Generaloberst befördert; seit 5. März 1918 war er beurlaubt.
Im Ersten Weltkrieg lieferte Leopold Salvator teures und minderwertiges Dörrgemüse an die Front. Seine Güter- und Fabrikdirektion in Jistebnitz bei Tábor in Böhmen lieferte für den Heeresbedarf an das Kriegsministerium von 1914 bis 1918 11,3 Millionen Kilogramm Dörrgemüse zum Preis von 84,6 Millionen Kronen. Dörrgemüse war eines der Hauptnahrungsmittel der einfachen Soldaten der k.u.k. Armee. Leopold Salvator hatte hier faktisch das Monopol; er diktierte den Preis und strich rund 20 Millionen Kronen als Nettogewinn ein.
Nach dem Ende des Ersten Weltkrieges 1918 verließ er Österreich in Richtung Spanien und lebte in Barcelona.
Er kehrte 1930 nach Österreich zurück, starb am 4. September 1931 in Wien und wurde dort in der Kapuzinergruft beigesetzt.

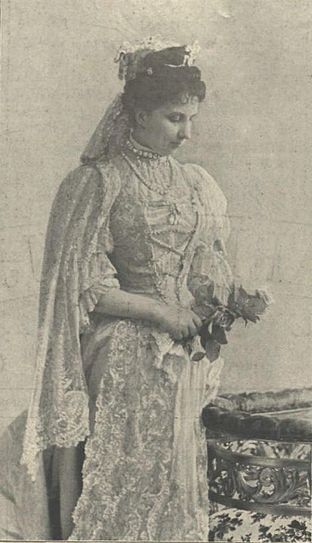
Doña Blanca de Borbón, Erzherzogin von Österreich-Toskana

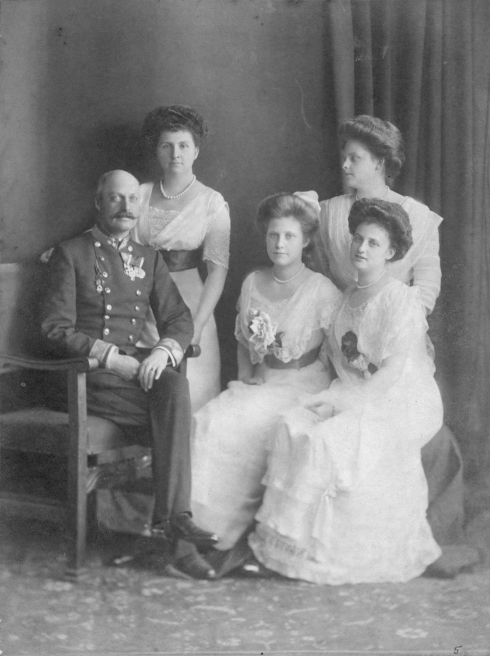
Leopold Salvator mit Frau und Kindern (1912)

## Nachkommen
Am 24. Oktober 1889 heiratete Leopold Salvator Blanca de Castilla de Borbón (1868–1949), die älteste Tochter des Infanten Carlos María de Borbón, Herzog von Madrid (1848–1909), als „Carlos VII.“ Prätendent auf den spanischen Thron, und seiner Frau Prinzessin Margarita von Bourbon-Parma (1847–1893).
- Maria de los Dolores Beatrix (1891–1974)
- Maria Immaculata (1892–1971)

⚭ 1932 Nobile Igino Neri-Serneri
- Margaretha (1894–1986)
- Rainer Karl (1895–1930)
- Leopold Maria Alphons (1897–1958)

⚭ 1919–1931 (morg.) Dagmar Baroness Nicolics-Podrinska
⚭ 1932 (morg.) Alicia Gibson Coburn
- Maria Antonia[4] (1899–1977)

⚭ 1924 Don Ramón de Orlandis y Villalonga († 1936)
⚭ 1942 Luis Perez Sucre
- Anton (1901–1987)

⚭ 1931–1954 Ileana Prinzessin von Hohenzollern-Sigmaringen
- Assumpta Alice (1902–1993)

⚭ 1939–1950 Joseph Hopfinger
- Franz Josef (1905–1975)

⚭ 1937–1938 (morg.) Maria Aloisa Baumer
⚭ 1962 (morg.) Maria Elena Seunig
- Karl Pius (1909–1953)

⚭ 1928–1950 Doña Christa Satzger de Bálványos